# Vidor
Pour les articles homonymes, voir Vidor (homonymie).
Vidor est une commune italienne de la province de Trévise dans la région Vénétie en Italie. 

## Administration
| Période                                  | Période  | Identité    | Étiquette     | Qualité |
| ---------------------------------------- | -------- | ----------- | ------------- | ------- |
| septembre 2020                           | En cours | Mario Bailo | Ligue du Nord |         |
| Les données manquantes sont à compléter. |          |             |               |         |

### Hameaux (frazione)
Vidor inclut le frazione de Colbertaldo. 

### Communes limitrophes
Crocetta del Montello, Farra di Soligo, Moriago della Battaglia, Pederobba, Valdobbiadene

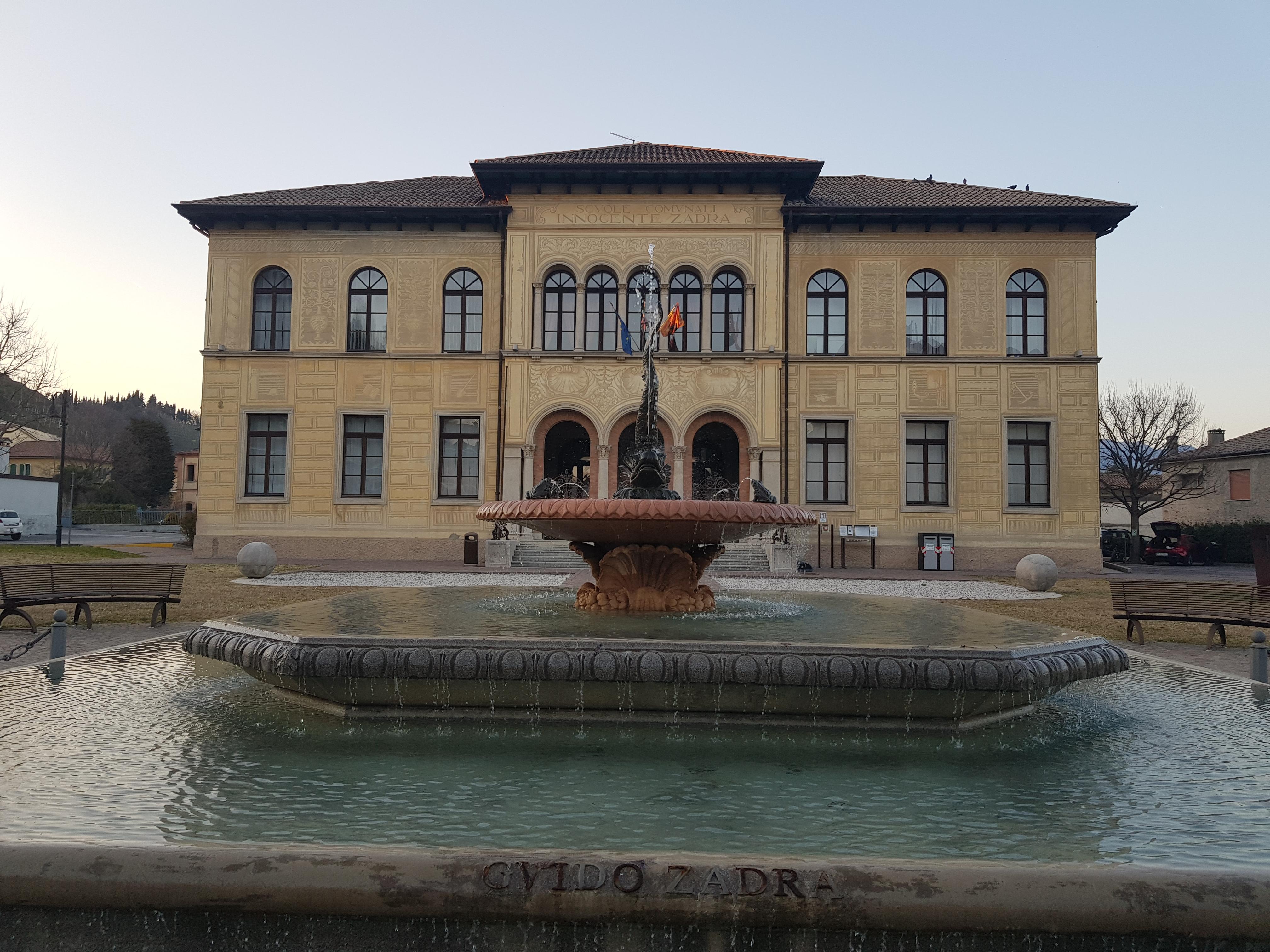
La mairie de Vidor.
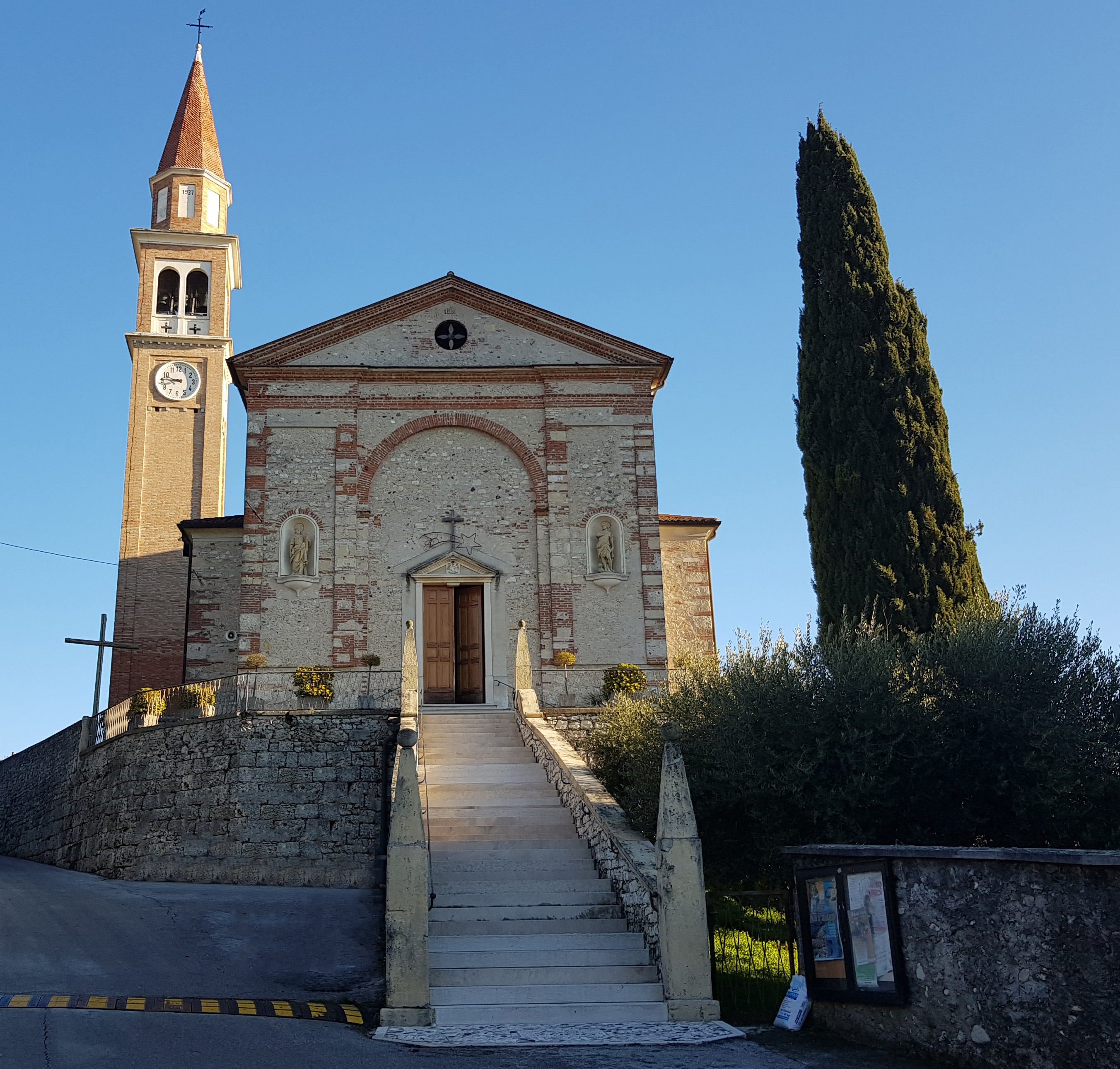
L'église de Colbertaldo.